# Museo Catedralicio Diocesano de León
El Museo Catedralicio Diocesano de León fue inaugurado en 1981 y está situado en el interior de la catedral de León, en la provincia de León (España). 

## El museo
Fue inaugurado en 1981 y es el resultado de la fusión del antiguo museo catedralicio con el museo diocesano de León. Este último había sido creado por el obispo Almarcha en 1945, aunque el mayor incremento de sus fondos se realizó a partir de la década de los sesenta.
En la actualidad constituye un conjunto único en su género, albergando piezas de todas las etapas de la historia del arte, desde la prehistoria hasta el siglo xx, todas ellas repartidas en diecisiete salas, en el entorno del claustro catedralicio.
Se accede a él por una hermosa puerta de nogal, que según el profesor Merino Rubio, había sido hecha para la librería por Juan de Quirós, antes del año 1513; en su tímpano se narra la escena de la Anunciación, plenamente flamenca, sobre un espacio con arquerías góticas.

En la primera estancia se nos muestra la escalera plateresca de Juan de Badajoz el Mozo, que facilitaba la subida a la sala capitular. Nada tiene que envidiar a la construida por Diego de Covarrubias en el Palacio de Santa Cruz de Toledo. El soporte de sus tres cuerpos está profusamente decorado con labores menudas de bueráneos, "candelieri", medallones y otros temas del mejor Renacimiento. Se buscó como pretexto para colocar el escudo del obispo mecenas, Pedro Manuel, la pequeña tribuna que resalta sobre la balaustrada.

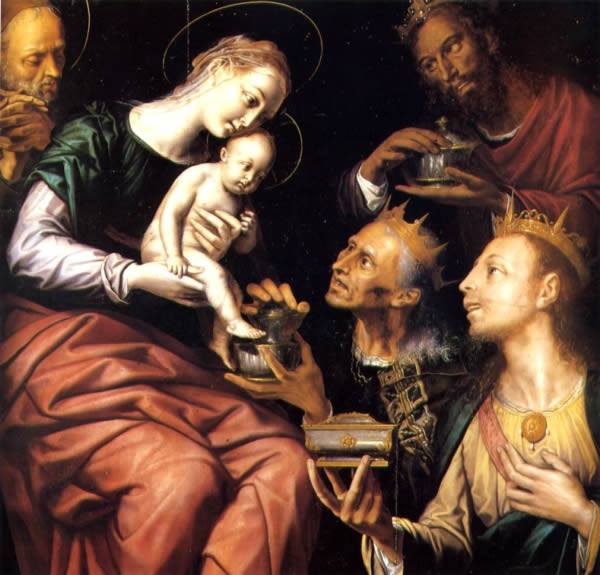
Adoración de los Reyes Magos, de Pedro de Campaña.

Son varias las obras expuestas en este marco configurado por la caja de la escalera. Así, dos hermosos calvarios del siglo xiv, tallados en madera con restos de policromía; el de mayor tamaño, procedente de Gusendos de los Oteros, sufre varias mutilaciones, por haber permanecido enterrado durante siglos debajo del presbiterio del templo y el otro, más estilizado, perteneció a la iglesia prerrománica de san Adrián; una imagen de la Virgen con el Niño, en piedra policromada del siglo xiv, conocida con el nombre de la "Virgen del Dado antigua"; un crucificado de transición procedente de Grajal de Campos de principios del mismo siglo; dos tablas tardogóticas, con apóstoles, procedentes de Tomeros, y seis pinturas al óleo, del último tercio del siglo xvi, pertenecientes al desaparecido retablo de Fuentes de Carbajal, con escenas de la infancia y de la pasión de Cristo.
En el museo se conserva un Cristo de marfil de siglo xiii, algunas esculturas de Juan de Juni y sus discípulos, un misal del siglo xvi y varios ornamentos litúrgicos de la misma época. En la biblioteca hay varios manuscritos visigodos y un ejemplar de la Lex Romana Visigothorum.

## Donaciones al museo
Para el cabildo de la catedral de León existía una laguna histórica al no contar con ninguna obra representativa del siglo XX. Se añade a la colección pictórica del museo una selecta selección de cuadros de las más variadas tendencias y corrientes estéticas con un denominador común: adentrar al espectador por los caminos de la belleza y facilitarle el salto hacia lo trascendente. Buscan responder a las grandes cuestiones que, simbólica o figurativamente ha intentado clarificar el arte cristiano a lo largo de la historia.
Los artistas que han donado sus obras pictóricas han sido los siguientes:
- Alberto Carpo. Crucifixión. 1999.
- Andrés Viloria. Personajes de mi Universo. 1993.
- Ángel Cantero. Bautismal-Trasunto.
- Antonio Esteban Redondo R. San Sebastián. 1998.
- Carlos Luis Benavente. Sillería de San Marcos. 2003.
- El Ggodo: Libertad. 1944.
- Enrique Estrada. La Creación del Universo. Día primero.
- Gancedo. Anuncio Universal. Viloria.
- Gloria Vázquez. Paz en el interior del Estudio (mixta). 1996.
- J. Antonio Santos Pastrana. La Bella desconocida. 1997.
- Javier Rueda. Catedral de Sevilla.
- Juan Villoria García. Trinitas et Deitas. 2006.
- López. Alegoría Eucarística.
- Magdalena Luque. Equilibrio. 1998.
- Magdalena Luque. La Creación. 2010.
- Manuel Chamorro. San Francisco de Asís. 1996.
- Marta Sánchez Luengo. Nosotros y la noche. Mármol con epoxi.
- Nadir M. García. León onírico. (Además del Legado de 135 obras donadas en 2016 a la catedral).
- Pablo A. Gago. Vitrales I y II. 1944.
- S. F. Guerra. La Suprema Humillación de Cristo. 1918.
- Santos. Hacia la luz. 1999.